# Poa granitica
Poa granitica är en gräsart som beskrevs av Braun-blanq. Poa granitica ingår i släktet gröen, och familjen gräs. Inga underarter finns listade i Catalogue of Life.